# Castelbello–Ciardes
Castelbello–Ciardes, németül: Kastelbell-Tschars, település Olaszországban, Bolzano autonóm megyében. Lakosainak száma 2335 fő (2023. január 1.). Castelbello–Ciardes Laces, Naturno, Senales és Ultimo községekkel határos.

## Népesség
A település népességének változása:
| Lakosok száma | 2329 | 2301 | 2311 | 2335 |
|               | 2008 | 2017 | 2018 | 2023 |